# Кривбассгеология
Кривбассгеология — геологоразведочная экспедиция по изучению и разработке Криворожского железорудного бассейна в городе Кривой Рог.

## История
В начале 1931 года, согласно постановлению ЦК ВКП(б) от 15 апреля 1930 года, была создана геологоразведочная база в городе Кривой Рог. Позже стала называться «Рудразведка» в составе треста «Руда», потом — Криворожское отделение Украинского геологоразведочного треста.
В 1939 году основан Криворожский геологоразведочный трест.
В 1962 и 1967 годах на базе треста «Кривбассгеология» прошли Всесоюзные конференции, проведённые по инициативе Анатолия Питаде. Количество принимающих участие специалистов-буровиков превышало 500 человек.
На 1969 год в состав треста входили: Криворожская комплексная геологическая партия; Ингулецкая, Ленинская, Октябрьская, Центральная геологоразведочные партии; Артёмовская геологоразведочная экспедиция.
В 1973 году тресты «Кривбассгеология» и «Днепргеология» были объединены в трест «Укрюжгеология».

## Характеристика
Экспедиция проводит геологоразведочные работы в Криворожском железорудном бассейне. На базе восьми разведанных трестом месторождений железистых кварцитов построено пять криворожских горно-обогатительных комбинатов. На 1969 год трестом разведано 15 млрд тонн железной руды.
Работало до 2000 человек. Специалисты треста работали в 16 странах.

### Директора
- Павлов Д. И. [когда?]
- Соколовский В. Л. [когда?]
- Тарасенко В. Г. [когда?]

## Награды
- Орден «Знак Почёта» (1976) — за успешное выполнение заданий девятой пятилетки и принятых социалистических обязательств;
- Юбилейный почётный знак в ознаменование 50-летия образования Союза ССР (1972) — за высокие показатели в соревновании в честь 50-летия СССР;
- Памятное знамя ЦК КП Украины, Президиума Верховного Совета УССР, Совета Министров УССР и Украинского республиканского Совета профсоюзов[1].

## Память
Планировалось открытие памятника «Первооткрывателям и геологоразведчикам Кривбасса» в Кривом Роге.